# 馬哈地·賈馬
馬哈地·賈馬（又译为馬赫迪·朱馬，Mehdi Jomaa，1962年4月21日—，阿拉伯语：‎）是一位突尼西亞政治人物。他曾經擔任突尼西亞的工業部長，並於2014年1月29日時正式被任命為突尼西亞總理。

## 生平
馬赫迪·朱馬出生于突尼斯中西部沿海小镇馬赫迪耶（Mahdia），1998年从突尼斯国家工程学院毕业，后又获得结构力学与建模的研究生学位，并进入法国的哈钦森和道达尔公司工作。哈马迪·贾巴利总理邀请他进入政府任职，他辞去哈钦森航天部门总经理一职进入政府。
2013年3月朱馬担任工業部長。2月和7月，突尼斯反对派政党两位重要领导人肖克里·贝莱德、穆罕默德·布拉米遭谋杀后，案件至今尚未水落石出，以复兴运动党为主的突尼斯三党联合临时政府饱受诟病，成为各政治势力要求下台的主要动因。此外，旅游、外贸、纺织等支柱经济领域增长乏力；恐怖组织和极端宗教势力活动不断；投资及就业率明显下降、消费物价指数高攀、民众生计艰难，致使临时政府的社会信任度大幅度降低。与此同时，在野党和社会政治势力联合发起了倒阁行动，迫使阿里·拉哈耶德为首的临时政府通过全国政治对话“和平下台”。以突尼斯劳工总联合会为首的4个全国性组织发起旨在解决危机的全国对话大会。经过数月谈判，各党派于12月14日投票推选马赫迪·朱马为临时政府总理，组建“最后一届技术与专家型临时政府”。
2014年1月9日，拉哈耶德政府正式辞职，1月26日，突尼斯国民议会通过新宪法，29日，以马赫迪·朱马总理为首的临时政府宣誓就职。
馬赫迪·朱馬有五个孩子。